# Guebenhouse
Guebenhouse – miejscowość i gmina we Francji, w regionie Grand Est, w departamencie Mozela.
Według danych na rok 1990 gminę zamieszkiwały 414 osoby, a gęstość zaludnienia wynosiła 93 osób/km² (wśród 2335 gmin Lotaryngii Guebenhouse plasuje się na 651. miejscu pod względem liczby ludności, natomiast pod względem powierzchni na miejscu 1059.).